# Rosenborg Ballklub 2005
Questa voce raccoglie le informazioni riguardanti il Rosenborg Ballklub nelle competizioni ufficiali della stagione 2005.

## Rosa
| N. |                        | Ruolo | Calciatore         |
| -- | ---------------------- | ----- | ------------------ |
| 1  | Norvegia (bandiera)    | P     | Espen Johnsen      |
| 2  | Finlandia (bandiera)   | D     | Miika Koppinen     |
| 3  | Norvegia (bandiera)    | D     | Erik Hoftun        |
| 4  | Norvegia (bandiera)    | C     | Fredrik Winsnes    |
| 5  | Norvegia (bandiera)    | D     | Christer Basma     |
| 6  | Norvegia (bandiera)    | C     | Roar Strand        |
| 7  | Norvegia (bandiera)    | C     | Ørjan Berg         |
| 7  | Norvegia (bandiera)    | C     | Sivert Lund        |
| 8  | Stati Uniti (bandiera) | D     | Robbie Russell     |
| 9  | Norvegia (bandiera)    | A     | Frode Johnsen      |
| 10 | Norvegia (bandiera)    | D     | Vidar Riseth       |
| 11 | Norvegia (bandiera)    | C     | Jan Gunnar Solli   |
| 12 | Norvegia (bandiera)    | P     | Roar Husby         |
| 13 | Norvegia (bandiera)    | A     | Alexander Ødegaard |

| N. |                     | Ruolo | Calciatore              |
| -- | ------------------- | ----- | ----------------------- |
| 14 | Uruguay (bandiera)  | C     | Sebastián Eguren        |
| 15 | Norvegia (bandiera) | C     | Per Ciljan Skjelbred    |
| 17 | Norvegia (bandiera) | A     | Øyvind Storflor         |
| 18 | Uruguay (bandiera)  | D     | Alejandro Lago          |
| 19 | Norvegia (bandiera) | C     | Alexander Tettey        |
| 20 | Norvegia (bandiera) | A     | Thorstein Helstad       |
| 21 | Norvegia (bandiera) | D     | Ståle Stensaas          |
| 22 | Norvegia (bandiera) | A     | Harald Martin Brattbakk |
| 23 | Norvegia (bandiera) | A     | Michael Jamtfall        |
| 25 | Norvegia (bandiera) | A     | Daniel Braaten          |
| 26 | Norvegia (bandiera) | D     | Bjørn Tore Kvarme       |
| 30 | Norvegia (bandiera) | P     | Ivar Rønningen          |
| 33 | Svezia (bandiera)   | D     | Mikael Dorsin           |

## Risultati

### Campionato

#### Girone di andata
| Arbitro: | Staberg |

|                        |           |                              |
| Strand 58’ Helstad 90’ | Marcatori | 33’ Hoseth 60’ (rig.) Berger |

| Arbitro: | Berntsen (Vang) |

|  |           |                   |
|  | Marcatori | 19’ (aut.) Råstad |

| Arbitro: | Hauge (Bergen) |

|  |           |           |
|  | Marcatori | 62’ Blixt |

| Arbitro: | Sandmoen |

|              |           |              |
| Andresen 15’ | Marcatori | 64’ Ødegaard |

| Arbitro: | Skjerven (Kaupanger) |

|                                    |           |  |
| Strand 36’ Helstad 48’ (rig.), 78’ | Marcatori |  |

| Arbitro: | Ditlefsen |

|                                      |           |                           |
| Sørensen 50’ Huusko 85’ Gíslason 89’ | Marcatori | 43’ Dorsin 71’ F. Johnsen |

| Arbitro: | Borgersen (Oslo) |

|  |           |                           |
|  | Marcatori | 45’ Østenstad 85’ Kopteff |

| Arbitro: | Sandmoen |

|            |           |            |
| Strand 37’ | Marcatori | 72’ Friend |

| Arbitro: | Olsen (Kristiansand) |

|  |           |                                                                  |
|  | Marcatori | 5’ F. Johnsen 24’ Storflor 58’, 66’ Helstad 90’ (rig.) Brattbakk |

| Arbitro: | Skjerven (Kaupanger) |

|                                            |           |  |
| Skjelbred 7’, 57’ Hoftun 13’ Brattbakk 74’ | Marcatori |  |

| Arbitro: | Øvrebø (Oslo) |

|                                        |           |              |
| Miller 6’ (rig.), 30’, 69’ Kvisvik 65’ | Marcatori | 12’ Storflor |

| Arbitro: | Olsen (Kristiansand) |

|                         |           |                          |
| Helstad 57’ Winsnes 74’ | Marcatori | 21’, 69’ Berre 50’ Gashi |

| Arbitro: | Berntsen (Vang) |

|          |           |                          |
| Årst 53’ | Marcatori | 29’ Helstad 43’ Ødegaard |

#### Girone di ritorno
| Arbitro: | Staberg |

|                                |           |             |
| Lago 4’ (aut.) Guðmundsson 52’ | Marcatori | 40’ Helstad |

| Arbitro: | Staberg |

|                            |           |  |
| F. Johnsen 62’ Helstad 77’ | Marcatori |  |

| Arbitro: | Olsen (Kristiansand) |

|                                                             |           |                |
| Enerly 13’ Hoås 17’ Piiroja 29’ Kvisvik 76’ (rig.) Tóth 87’ | Marcatori | 69’ F. Johnsen |

| Arbitro: | Sandmoen |

|              |           |                        |
| Ødegaard 34’ | Marcatori | 61’ Mifsud 78’ Sundgot |

| Arbitro: | Sælen (Bergen) |

|                                              |           |                   |
| Hæstad 9’ Jónsson 13’, 20’, 38’ Pedersen 84’ | Marcatori | 45’, 62’ Storflor |

| Arbitro: | Moen (Haugesund) |

|  |           |            |
|  | Marcatori | 84’ Tessem |

| Arbitro: | Skjerven (Kaupanger) |

|                                     |           |                  |
| Østenstad 36’ Gaarde 72’ Nhleko 85’ | Marcatori | 18’, 35’ Helstad |

| Arbitro: | Sandmoen |

|                                                      |           |              |
| Berg Hestad 2’ Mavrič 45’ (rig.) Friend 70’ Rudi 73’ | Marcatori | 53’ Stensaas |

| Arbitro: | Ditlefsen |

|                                                                                   |           |  |
| Riseth 6’ (rig.) Ruud 32’ (aut.) Braaten 55’ Storflor 69’ Ødegaard 88’ Strand 90’ | Marcatori |  |

| Arbitro: | Hauge (Bergen) |

|  |           |                             |
|  | Marcatori | 30’ Helstad 57’, 73’ Riseth |

| Arbitro: | Olsen (Kristiansand) |

|                                               |           |             |
| Helstad 35’ Skjelbred 36’ F. Johnsen 49’, 69’ | Marcatori | 41’ Knudsen |

| Arbitro: | Skjerven (Kaupanger) |

|  |           |                                |
|  | Marcatori | 16’ (aut.) Holm 80’ F. Johnsen |

| Arbitro: | Helgerud (Lier) |

|             |           |             |
| Braaten 62’ | Marcatori | 47’ Ademolu |

### Coppa di Norvegia
| Arbitro: | Hafsås |

|  |           | |
|  | Marcatori | 12’, 33’, 73’, 90’ Storflor 44’, 88’ Brattbakk 60’, 70’ Winsnes 67’, 80’ Ødegaard 74’ (rig.) Rønningen |

| Arbitro: | Bjerkli |

|  |           |                                                                                |
|  | Marcatori | 29’ Helstad 50’, 66’ Strand 53’ Storflor 62’ F. Johnsen 83’ Ødegaard 87’ Solli |

| Arbitro: | Jakobsen |

|            |           |                                                                                 |
| Holthe 79’ | Marcatori | 27’ Hoftun 29’, 34’ Helstad 32’, 82’, 87’ F. Johnsen 57’ Storflor 89’ Skjelbred |

| Arbitro: | Ditlefsen |

|              |           |                            |
| Ødegaard 34’ | Marcatori | 36’ L. Lafton 78’ Tronseth |

### Champions League
| Arbitro: | Braamhaar |

|           |           |             |
| Iacob 30’ | Marcatori | 85’ Helstad |

| Arbitro: | Sars |

|                                         |           |                     |
| Solli 38’ Ødegaard 57’ Rădoi 60’ (aut.) | Marcatori | 74’ Rădoi 76’ Iacob |

| Arbitro: | Farina |

|                 |           |                                                       |
| Lago 19’ (aut.) | Marcatori | 42’ Skjelbred 48’ (aut.) Mavrogenidis 90'+4’ Storflor |

| Arbitro: | Baskakov |

|  |           |             |
|  | Marcatori | 45'+1’ Cris |

| Arbitro: | Bennett |

|                                                |           |            |
| Woodgate 48’ Raúl 52’ Helguera 68’ Beckham 82’ | Marcatori | 40’ Strand |

| Arbitro: | Stark |

|  |           |                            |
|  | Marcatori | 26’ (aut.) Dorsin 41’ Guti |

| Arbitro: | Allaerts |

|             |           |             |
| Helstad 88’ | Marcatori | 25’ Rivaldo |

| Arbitro: | Ibañez |

|                         |           |             |
| Benzema 33’ Fred 90'+3’ | Marcatori | 68’ Braaten |

### Coppa UEFA
| Arbitro: | Batista |

|  |           |                          |
|  | Marcatori | 22’ Aršavin 32’ Keržakov |

| Arbitro: | Hriňák |

|                          |           |            |
| Keržakov 22’ Denisov 86’ | Marcatori | 45’ Riseth |